# Károly Kalchbrenner

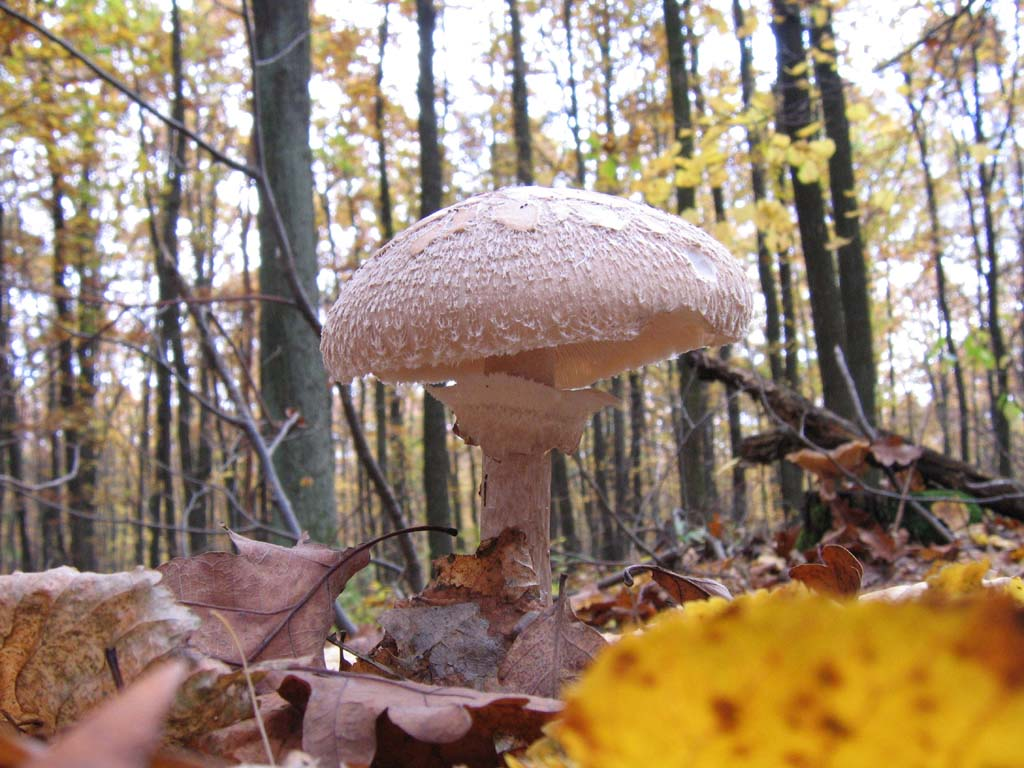
Parasollskivlingen beskrevs av Kalchbrenner 1873 som Agaricus nympharum.

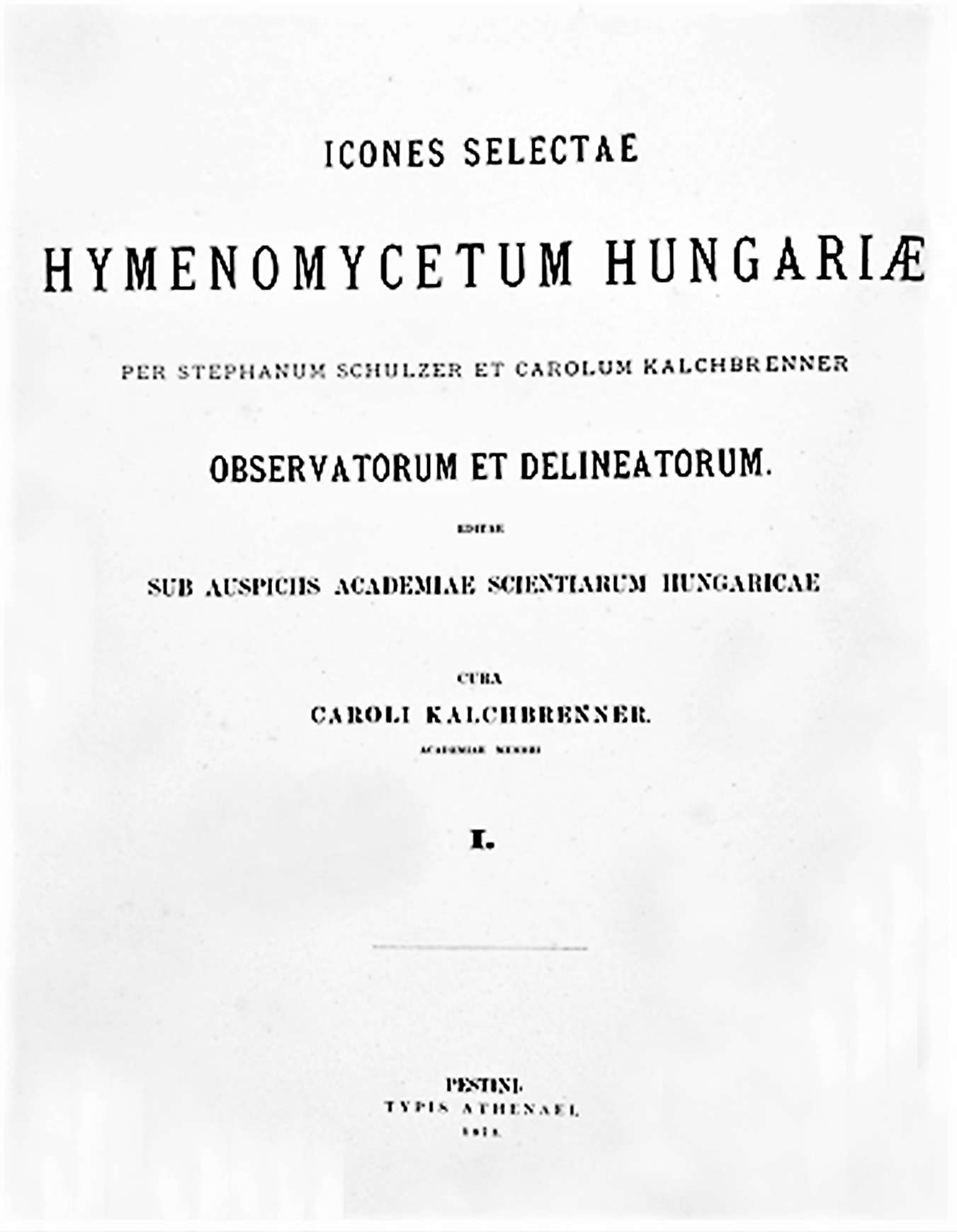
Titelbladet på Icones selectae del I.

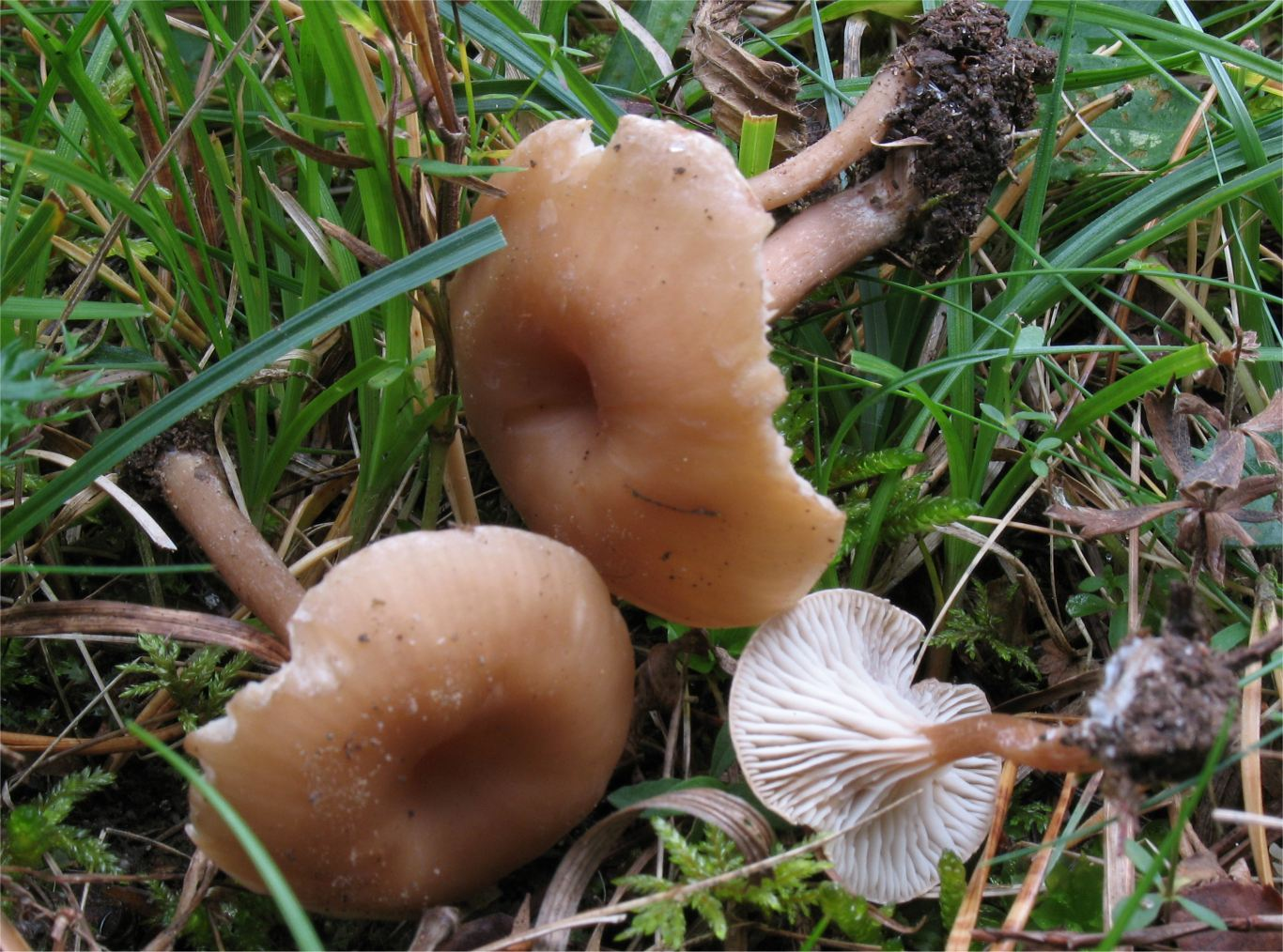
Pseudoomphalina kalchbrenneri.

Károly Kalchbrenner, på tyska Karl Kalchbrenner, född den 5 maj 1807 i Pöttelsdorf, Kungariket Ungern (idag i Österrike), död den 5 juni 1886 i Szepesolaszi (idag i Slovakien) var en ungersk präst, mykolog och botaniker. Han publicerade 60 artiklar och beskrev över 400 arter från Europa, Asien, Australien, Afrika och Sydamerika.
Auktorsnamnet Kalchbr. kan användas för Károly Kalchbrenner i samband med ett vetenskapligt namn inom botaniken; se Wikipediaartiklar som länkar till auktorsnamnet.

## Liv

### Teologen
Han var son till den evangeliska prästen Joseph Kalchbrenner (1776–1834) och dennes hustru Rosina Karolina, född Fabri. Familjen flyttade 1810 till Ágfalva, där fadern, vid sidan om sitt prästerliga arbete, öppnade en aftonskola där han undervisade, inte bara i teologi, utan även i fysik, naturhistoria, ekonomi och annat, samt upprättade ett folkbibliotek. Károly skickades till gymnasiet i Győr och till lyceet i Sopron. 1819 fick fadern tjänst i Pest, där Károly studerade vid det katolska piarist-gymnasiet och sedan i Selmecbánya. Efter avlagd maturaexamen valde han att följa faderns bana och studerade därför teologi först vid den evangeliska akademin i Sopron och därefter vid universitetet i Halle. Efter en kort tjänst som kaplan under sin far i Pest, var han från 1832 till sin död präst i staden Szepesolaszi i det slovakiska landskapet Szepes. Hans iver i tjänsten gjorde att han avancerade och till slut var han senior för de tretton städerna i Szepes kyrkodistrikt. 
Han gifte sig med slovakiskan Mathilde Stavnická strax efter att han kommit till Szepesolaszi och paret fick en son och två döttrar.

### Botanikern
Redan som ung hade Kalchbrenner tillbringat mycket tid i skogen och då han på läkarråd började tillbringa mer tid i naturen, vaknade hans naturintresse åter (som främjats av faderns naturvetenskapliga föredrag vid aftonskolan) och han intresserade sig först för fanerogamer. Han upptäckte den för Ungern nya starrarten Carex pediformis och publicerade fyndet 1853. 1868 publicerades hans betydande växtgeografiska studie av Erzgebirge, A Szepesi Érchegység növényzeti jelleme, i Ungerska vetenskapsakademins tidskrift och han beskrev en ny gräsart, Poa capillifolia, som han upptäckt. Han samlade även mossor (åt Gottlob Ludwig Rabenhorst) och publicerade en förteckning över Szepes alger (han korresponderade med algologen Sébastien René Lenormand).

### Mykologen
Han började mer och mer intressera sig för svampar och publicerade en förteckning över Szepes svampar (1334 arter), A szepesi gombák Jegyzéke, i två delar 1865 och 1867 i vetenskapsakademins tidskrift, vilket gjorde att han valdes in som korresponderande medlem i akademin. Kalchbrenner blev alltmer erkänd i fackkretsar och korresponderade med mykologerna Elias Fries, Ludwig Heufler von Hohenbühel, Felix von Thümen och Casimir Roumeguère. Han började nu också publicera artiklar i internationella tidskrifter som Grevillea, Revue Mycologique och Bulletin de l'Académie de St. Petersbourg och dessa artiklar behandlade även torkat material från andra världsdelar. Hans framgångar fick till följd att han 1872 valdes in i Ungerska vetenskapsakademien som ordinarie ledamot. Hans installationsföreläsning, A magyar gombászat fejlődéséről és jelen állapotáról, handlar om mykologins utveckling i Ungern. Han började sedan på sitt huvudverk: 1869 hade akademien köpt in ett handskrivet verk av Stephan Schulzer von Müggenburg, illustrerat med åtskilliga planscher, och Kalchbrenners behandling av detta, Icones selectae Hymenomycetum Hungariae, gavs ut i fyra delar med 40 planscher 1873-1877.

## Verk
- A szepesi gombák Jegyzéke II, 1867, i Mathematikai és természettudományi közlemények 5:2, sid. 207-292.
- A magyar gombászat fejlődéséről és jelen állapotáról, 1873.
- Icones selectae Hymenomycetum Hungariae, 1873-1877, med Stephan Schulzer von Müggenburg.
- Dorner József emléke, 1875.
- Szibériai és délamerikai gombák, 1878.
- Új vagy kevésbé ismert szömörcsög-félék. (Palloidei novi vel minus cogniti)., 1880.
- Új vagy kevésbé ismert hasgombák. (Gastromycetes novi vel minus cogniti), 1884.

## Eponym
Släktet Kalchbrenneriella är uppkallat efter Kalchbrenner, likaså arterna Biscogniauxia kalchbrenneri , Peniophora kalchbrenneri, Pseudoomphalina kalchbrenneri, Puccinia kalchbrenneri och Puccinia kalchbrenneriana.